# Kay Peters
Kay Peters (geb. vor 1968) ist ein deutscher Betriebswirt und Professor für Betriebswirtschaftslehre (BWL) an der Universität Hamburg.

## Leben
Kay Peters studierte von 1986 bis 1995 Betriebswirtschaftslehre an der Christian-Albrechts-Universität zu Kiel.
Von 1995 bis 1996 war er Wissenschaftlicher Mitarbeiter von Sönke Albers am Lehrstuhl für Innovation, Neue Medien und Marketing in Kiel.
Kay Peters promovierte von 2003 bis 2008 mit der Arbeit Essays on innovation and communication zum Dr. rer. pol.
Von 2003 bis 2005 hatte er eine Anstellung als Wissenschaftlicher Mitarbeiter bei Manfred Krafft am Institut für Marketing des Marketing Center Münster (MCM) an der Westfälischen Wilhelms-Universität, Münster.
Anschließend fungierte Kay Peters von 2005 bis 2009 als Geschäftsführer des Centrums für interaktives Marketing und Medienmanagement (CIM) im IKM e.V. desselben Instituts in Münster.
Von 2009 bis 2012 habilitierte er sich bei Manfred Krafft am Institut für Marketing in Münster.
Kay Peters ist außerdem seit 2010 Visiting Professor bzw. Assistant Professor an der Graduate School of Management der University of California, Davis in den Vereinigten Staaten von Amerika (USA).
Seit 2012 schließlich ist er Inhaber der SVI-Stiftungsprofessur für Betriebswirtschaftslehre, insbesondere Marketing und Dialogmarketing am Institut für Marketing und Medien des Hamburg Center for Health Economics an der Universität Hamburg.

## Forschungsschwerpunkte
Kay Peters und sein Team haben als Forschungsschwerpunkte die drei Gebiete Customer Centricity (CRM), Integrated Marketing Communications (IMC) und International Marketing.
Seit 1996 absolvierte Kay Peters einige jeweils mehrwöchige Forschungsaufenthalte in den USA. Er war (bisher) an der University of Houston, an der University of Connecticut, an der Georgia State University und an der University of California, Davis.

## Schriften (Auswahl)
- Manfred Krafft, Jürgen Hesse, Jürgen Höfling, Kay Peters, Diane Rinas (Hrsg.): International Direct Marketing. Principles, Best Practices, Marketing Facts. Springer, Berlin / Heidelberg 2007, ISBN 978-3-540-39631-4.
- Essays on innovation and communication (= Betriebswirtschaftliche Aspekte lose gekoppelter Systeme und electronic Business). CAU Christian-Albrechts-Universität zu Kiel, Institute für Betriebswirtschaftslehre, Kiel 2008, DNB 992693233 (Zugleich: Universität Kiel, Dissertation, 2008).